# Määvli
Määvli (Duits: Maebli) is een plaats in de Estlandse gemeente Hiiumaa, provincie Hiiumaa. De plaats heeft de status van dorp (Estisch: küla).
Tot in oktober 2017 behoorde Määvli tot de gemeente Pühalepa. In die maand werd de fusiegemeente Hiiumaa gevormd, waarin Pühalepa opging.

## Bevolking
Määvli had al in 2011 geen inwoners meer. Ook in 2021 was het aantal inwoners 0.

## Ligging
De plaats ligt in het natuurgebied Pihla-Kaibaldi looduskaitseala (38,2 km²). Op het grondgebied van het dorp ligt het veengebied Määvli raba. De rivier Nuutri ontspringt in het veen.

## Geschiedenis
Määvli was een boerderij op het landgoed Großenhof (Suuremõisa). Ze stond achtereenvolgens bekend als Frans i Memmels (1564), Memli (1798) en Mewli Simo Matz (1811). Vanaf 1922 was Määvli een dorp.
Op 28 september 1939 werd Estland gedwongen een ‘verdrag van wederzijdse bijstand’ met de Sovjet-Unie te tekenen. Het gevolg was dat Estland gedwongen was Sovjettroepen op zijn grondgebied toe te laten. In oktober 1939 werd ook het eiland Hiiumaa de standplaats van een bataljon van het Rode Leger. In 1940 moest het dorp Määvli worden ontruimd om plaats te maken voor een oefenterrein voor het Rode Leger. Het dorp bestond op dat moment uit vier boerderijen en er woonden 34 mensen, die allemaal moesten vertrekken. Na de ontruiming viel Määvli onder het buurdorp Tubala.
Van 7 tot en met 15 juli 1940 woedde in de omgeving van Määvli een bosbrand, die zich snel uitbreidde en zelfs de stad Kärdla, 9 km ten noorden van Määvli, bedreigde. Bij de bestrijding van de brand werden 2500 à 3000 mensen ingeschakeld. Brandweerlieden uit Haapsalu kwamen naar Hiiumaa om te helpen bij de bluswerkzaamheden. Ook het Rode Leger werd ingeschakeld bij de bestrijding van de brand. Tegelijkertijd moesten de Sovjetmilitairen zorgen voor de voortgang van de schijnverkiezingen voor het parlement van Sovjet-Estland, die toevallig juist op dat moment plaatsvonden. Na het blussen bleek 35 km² bos vernietigd te zijn.
In 1997 werd Määvli weer op de lijst van dorpen gezet.